# Trolltunga
Trolltunga (en español 'Lengua del trol') es una formación rocosa situada a unos 1100 metros sobre el nivel del mar en el municipio de Ullensvang en el condado de Vestland, Noruega. El acantilado sobresale horizontalmente de la montaña, a unos 700 metros sobre el lado norte del lago Ringedalsvatnet.
El aumento de la popularidad ha convertido a Trolltunga en un icono nacional y en una importante atracción turística para la región. Hasta 2010, menos de 800 personas hacían caminatas a Trolltunga cada año. En 2016, más de ochenta mil personas realizaron la excursión de 27 kilómetros ida y vuelta desde el pueblo de Skjeggedal, convirtiéndola en una de las excursiones más populares de Noruega.

## Geología
El acantilado es parte del lecho rocoso del Precámbrico y se formó durante la Edad de Hielo, hace aproximadamente 10 000 años, cuando los bordes del glaciar llegaron al acantilado. El agua del glaciar se congeló en las grietas de la montaña y finalmente se desprendió de grandes bloques angulares, que más tarde fueron arrastrados por el glaciar. A lo largo del propio acantilado, un gneis, sigue habiendo profundas grietas. El sendero a Trolltunga también pasa por el lecho de roca y las laderas resbaladizas lavadas del fondo que también contienen gneis.

## Acceso

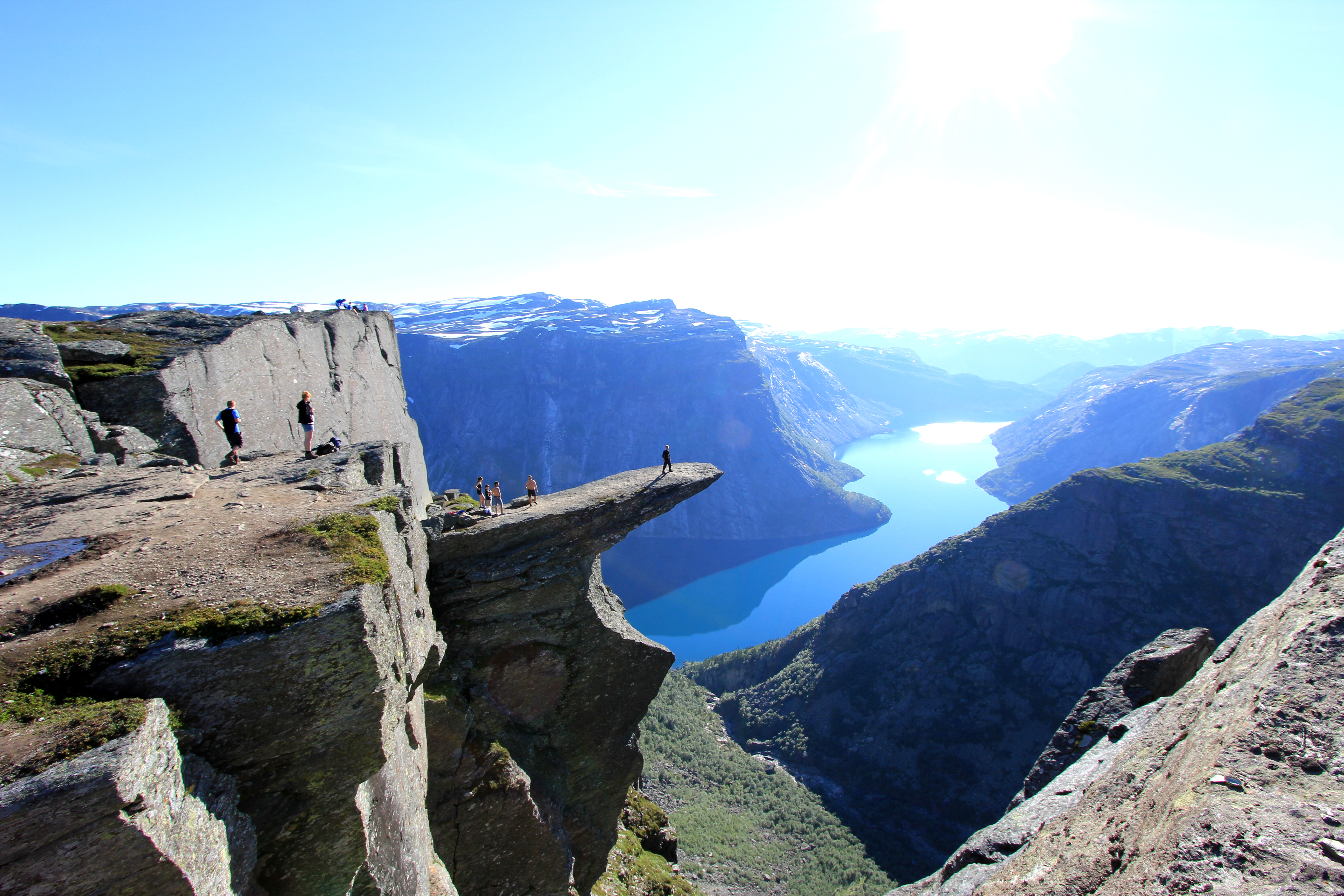
Acantilado de Trolltunga a 700 metros sobre el nivel del mar.

Trolltunga se encuentra a 17 kilómetros del pueblo de Odda. La ciudad de Bergen, está a unos 190 kilómetros del sitio yendo por las carreteras principales.
El sendero está situado junto a una pequeña zona de estacionamiento con servicios sanitarios en Skjeggedal, a unos 7 kilómetros de la carretera nacional noruega 13 en Tyssedalen, cerca de la presa al final de Ringedalsvatnet. El estacionamiento cuesta 500 kr por día para el aparcamiento inferior (aprox. 62 USD o 52 EUR).
La caminata desde la zona de estacionamiento hasta Trolltunga y de vuelta es de 27 kilómetros de ida y vuelta, llegando a los 1100 metros de elevación, y se tarda aproximadamente entre 10-12 horas, incluyendo los descansos.

## Ruta de senderismo
Cerca del aparcamiento de Skjeggedal hay un funicular llamado Mågelibanen (no se encuentra operativo). El camino a Trolltunga comienza aquí, en el lado izquierdo del funicular. Está marcado con letras “T” rojas pintadas en el terreno, y señales a lo largo de la ruta que marcan la distancia que falta para llegar a Trolltunga y al punto de partida en Skjeggedal.
Durante los primeros 1,5 kilómetros, hasta el Måglitopp, el sendero se eleva unos 450 metros. Desde aquí el camino sale ligeramente a la superficie antes de volver a ser empinado, subiendo otros 330 metros desde Gryteskaret hasta Trombåskåret. Este tramo es la parte más empinada de la excursión, pero en los últimos años ha sido mejorado por los sherpas nepalíes, lo que hace más fácil el trayecto.
Después de esta empinada subida de 4 kilómetros desde el área de estacionamiento, la siguiente sección desciende hacia Store Floren. El sendero continúa sobre Hesteflåene y el río seco Endåno, antes de que se haga más empinado hasta Endanuten y cruce el río seco hasta Tyssestrengene. Desde aquí el sendero pasa por baches glaciares, luego continúa pasando por Tysshøl, y finalmente se acerca a Trolltunga, a unos 13,5 kilómetros del punto de partida en Skjeggedal.

## Punto de partida alternativo
En 2017 se abrió al público una nueva autopista de peaje en la ladera de la colina hasta Mågelitopp. Permite a los vehículos acceder a la meseta de Måglitopp. No requiere un vehículo 4x4. Debido a que es un estacionamiento con espacio limitado, la capacidad máxima aquí es de 30 coches por día. La carretera se abre todos los días de la temporada a las 6:00 AM y se cierra cuando los primeros 30 coches han entrado. Es posible hacer reservas en línea y el estacionamiento aquí cuesta 600 kr. La carretera también está abierta a los excursionistas, como una alternativa al punto de partida en Skjeggedal.

## Terreno
La ruta hacia Trolltunga pasa por terreno de alta montaña con arroyos, riachuelos, rocas, charcos de barro, pantanos y agua en varios puntos de la excursión. 
Desde finales de septiembre hasta junio el terreno está normalmente cubierto de hielo y nieve. Después de un duro invierno puede haber nieve en Trolltunga incluso durante la temporada de verano.

## Temporadas y clima
Trolltunga es accesible para excursionistas experimentados y grupos guiados desde mediados de junio hasta mediados de septiembre, dependiendo de cuanto tarde en derretirse la nieve en primavera. La temporada de excursiones guiadas con raquetas de nieve o esquís comienza en marzo.
Trolltunga está situada en una región con un clima costero suave y húmedo. Durante el verano y el otoño las condiciones meteorológicas suelen cambiar rápidamente, desde cielos azules hasta viento, lluvia o una densa niebla. Consulte el pronóstico del tiempo y pregunte a los habitantes de la zona sobre el tipo de tiempo que se espera antes de ir de excursión.
Debido a la larga distancia, los excursionistas que van a Trolltunga deben comenzar antes de las 10:00 AM en la temporada de verano para llegar a casa antes de que oscurezca y haga frío. En septiembre se recomienda comenzar a las 8:00 AM a más tardar, ya que anochece más temprano.

## Grado de dificultad
La Asociación Noruega de Senderismo clasifica la caminata como "desafiante", ya que se requiere buena resistencia, así como botas y equipo de senderismo adecuados.

## Seguridad
Miles de turistas visitan Trolltunga durante los cuatro meses de verano, cifra que ha aumentado considerablemente, pasando de 500 por año a 80 000 entre 2009 y 2016. No se ha construido ninguna barandilla de seguridad en el borde del acantilado para no dañar la belleza natural del mismo, aunque se han instalado unos pequeños ganchos metálicos como puntos de apoyo para bajar a la roca.
El 5 de septiembre de 2015 una joven australiana de 24 años cayó de la roca y falleció al instante. Se cree que es la primera muerte registrada de una caída en Trolltunga.
Hay fotos muy difundidas de gente colgando del acantilado o haciendo una parada de manos en él. La mayoría de las veces son manipuladas. El escalador de élite Magnus Midtbø se suspendió de Trolltunga usando un arnés de seguridad, pero una versión donde la cuerda fue borrada con Photoshop ha sido difundida en los medios de comunicación.
La ida y la vuelta a Trolltunga es una caminata exigente y se necesitan entre 10-12 horas para conseguirlo. En los últimos años se han realizado hasta 40 acciones de rescate. Sorprendentemente, no por el peligroso acantilado, sino por la exigente caminata de regreso a Tyssedal. La gente se pierde en la niebla, se lesiona durante la caminata o no tienen la resistencia para una caminata tan exigente.

## Paisaje circundante
El acantilado tiene vistas a los valles de la región de Hardanger. Las montañas que rodean el acantilado alcanzan alturas de hasta 1500 metros. Algunas de las cimas de las colinas tienen llanuras que se intercalan con lagos. En algunas zonas hay parches de nieve, incluso en los meses de verano. Debido al gran uso de los turistas, el camino a Trolltunga se convierte rápidamente en barro después de una lluvia en verano.

## Galería de fotos

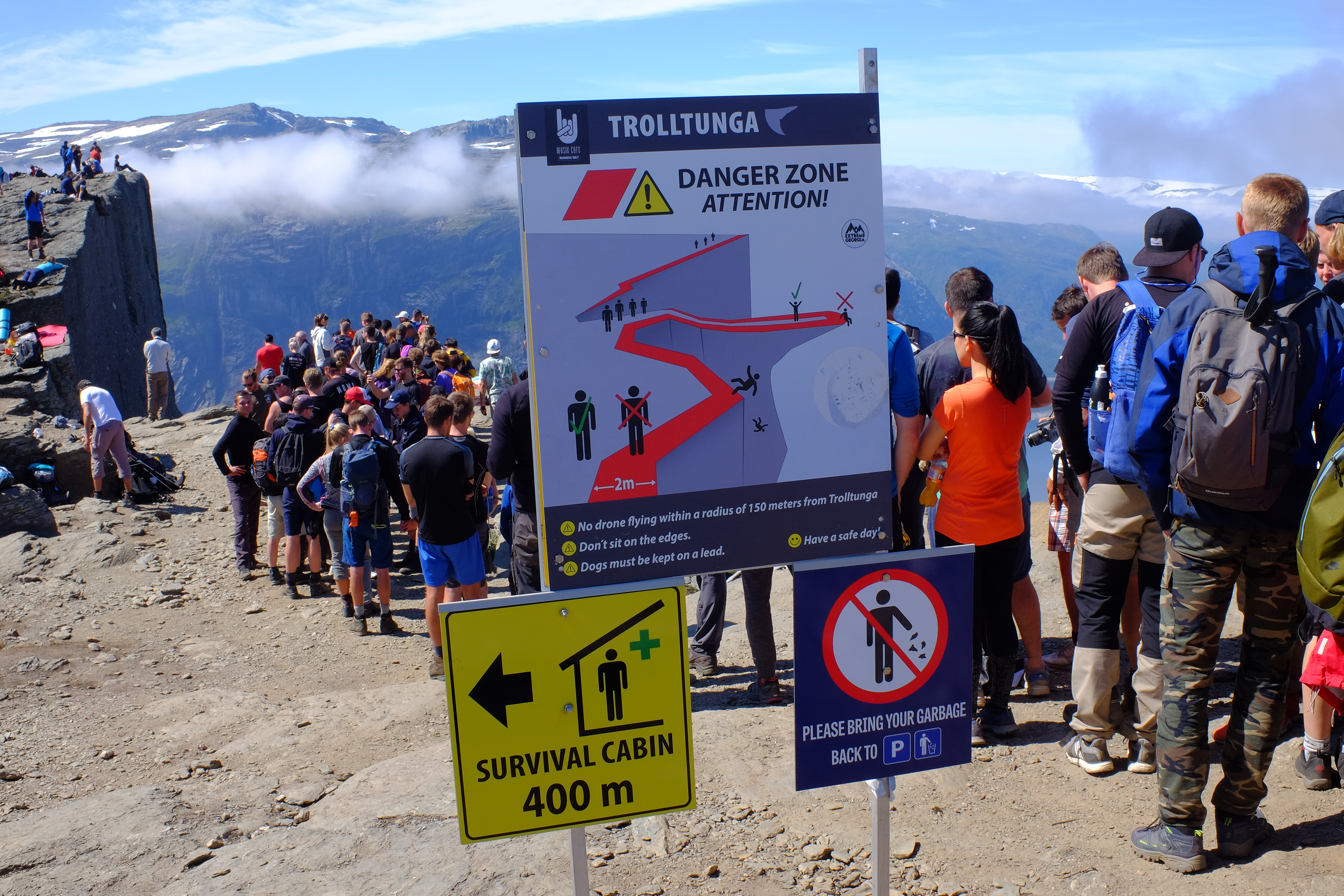
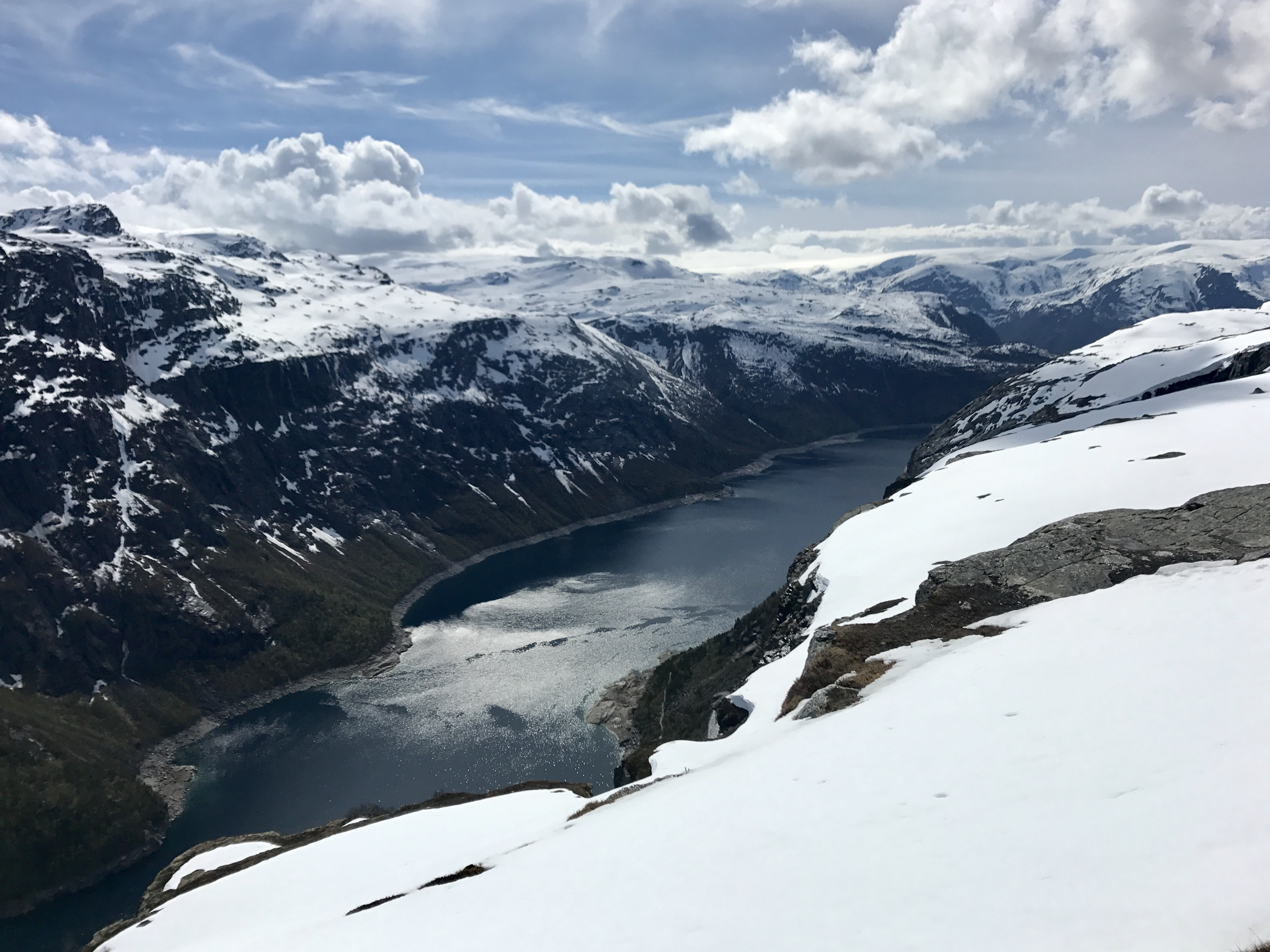
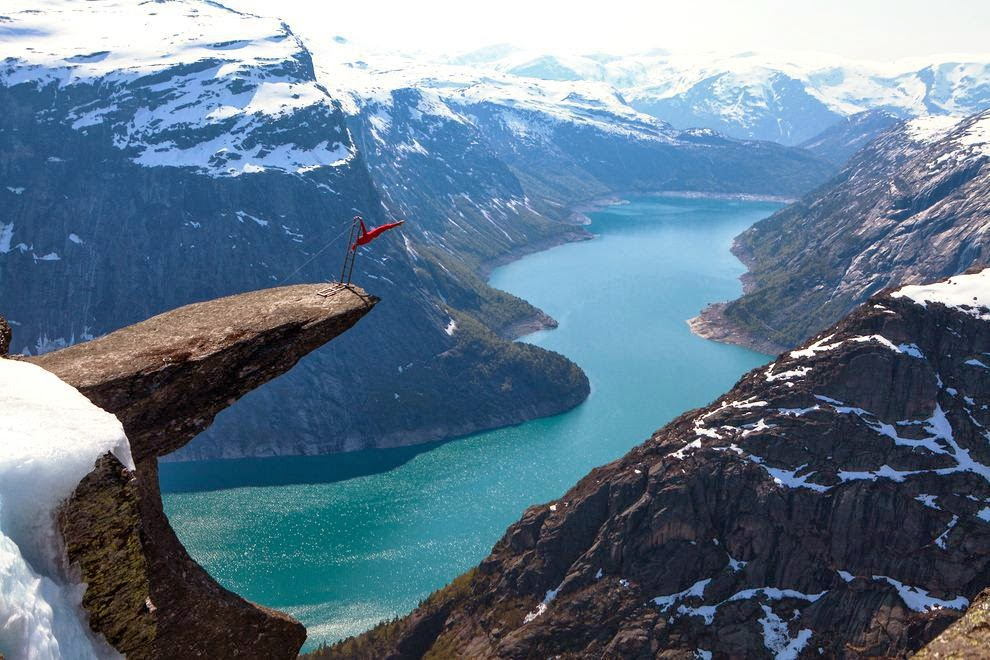
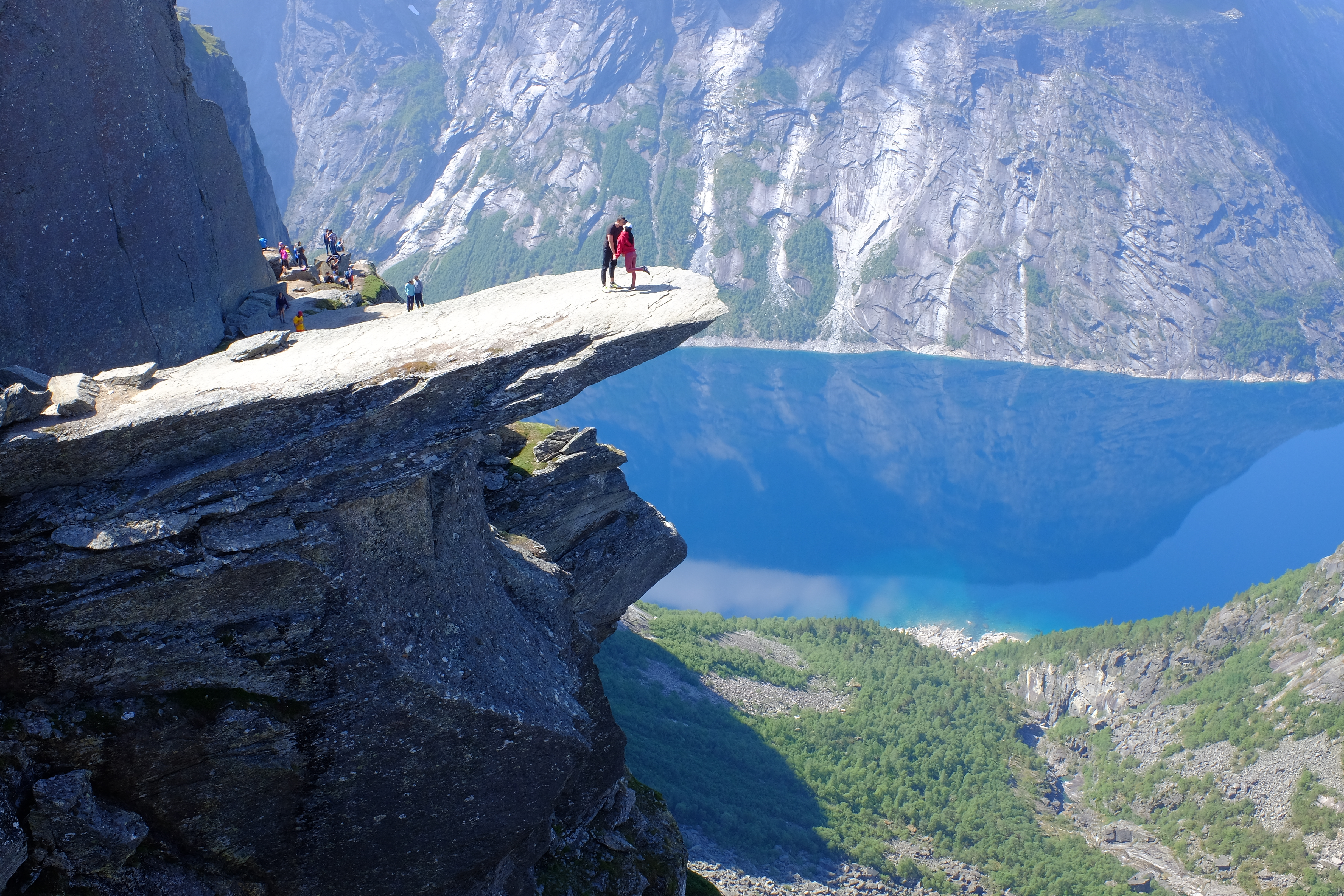